# برايان كيني
برايان كيني هو سياسي كندي، ولد في 1953 في كندا. حزبياً، نشط في الجمعية الليبرالية لنيو برونزويك ‏. وقد انتخب عضو الجمعية التشريعية لنيو برونزويك ‏ عن دائرة Bathurst West-Beresford ‏ خلال فترته النيابية ‏ وانتخب عضو الجمعية التشريعية لنيو برونزويك ‏ عن دائرة Bathurst (electoral district) ‏ (9 يونيو 2003 – 22 سبتمبر 2014).